# ГЕС Бакс-Крік
ГЕС Бакс-Крік (Bucks Creek) — гідроелектростанція у штаті Каліфорнія (Сполучені Штати Америки). Знаходячись після ГЕС Грізлі (22 МВт), становить нижній ступінь гідровузла, який використовує ресурс струмків Мілк-Ранч-Крік, Bucks Creek та Грізлі-Крік, котрі є лівими притоками Норт-Форк-Фетер, правої твірної річки Фетер (дренує північно-західне завершення гір Сьєрра-Невада та впадає ліворуч до Сакраменто, котра тече у затоку Сан-Франциско).
Вода, зібрана у верхній частині сточищ Мілк-Ранч-Крік та Bucks Creek, проходить через ГЕС Грізілі та потрапляє до водосховища Grizzly forebay, створеного на Грізілі-Крік за допомогою бетонної аркової греблі висотою 30 метрів та довжиною 158 метрів. Цей резервуар витягнувся на 1,3 км, має площу поверхні 0,15 км2 та об'єм 1,4 млн м3.
Далі ресурс, поповнений за рахунок верхньої частини сточища Грізіл-Крік, потрапляє до дериваційного тунелю завдовжки 2,9 км, який знов перетинає водорозділ зі сточищем Bucks Creek та прямує до розташованого біля устя останнього машинного залу. Завершальними елементами дериваційної траси є два напірні водоводи довжиною по 1,5 км.
Основне обладнання станції становлять дві турбіни типу Пелтон загальною потужністю 65 МВт, які при напорі у 780 метрів забезпечують виробництво 235 млн кВт-год електроенергії на рік.